# عبد الله المسعودي
عبد الله بن مستور بن قنيع المسعودي الهذلي (1359 هـ /1940 م - 16 شوال 1399 هـ / 8 سبتمبر 1979)، شاعر نبطي ومحاورة سعودي،  ولد في ديار بني مسعود  من هذيل في الفوارة، الواقعة في شمال شرقي مكة المكرمة. يعد من أشهر الشعراء في تاريخ فن المحاورة الشعري، تميز شعره بالجزالة والمعاني الدفينة والحكمة.
حاور مجموعة من الشعراء، مثل: صياف الحربي ومطلق الثبيتي وجار الله السواط ومستور العصيمي ومحمد الجبرتي وغيرهم من عمالقة شعراء المحاورة. توفي غرقاً في سن التاسعة والثلاثين، تاركاً خلفه أثرًا كبيرًا في شعر المحاورة الشعبي. 

## نسبه ومولدة
هو عبد الله بن مستور بن قنيع من المزايدة من بني مسعود من قبيلة هذيل الخندفية. ولد في الفوارة في محافظة الجموم احدى محافظات منطقة مكة المكرمة، سنة 1364هـ / 1944.

## نشأته
نشأ في بداية حياته في ديار بني مسعود الواقعة شمال شرقي مكة المكرمة، وترعرع فيها بدوياً في بيئة بدوية يرعى الأغنام إلى ان بلغ العاشرة من عمره ثم انتقل إلى بيئة أخرى هناك إلى جانب أبيه إلى ان بلغ السادسة عشر من عمره.
نشأ في بيئة شعرية، فأبوه مستور بن قنيع المسعودي أحد شعراء مكة، وجده لآبيه شاعر، وخاله الشاعر سايف المسعودي، وخال أبيه منيع الله البعشوم المسعودي شاعر معروف، وعمه مطلق عبيدان المسعودي شاعر كذلك. فأكتسب الشعر من بيئته بالإضافة الى موهبته الفطرية في نظم الشعر وكتابته. 

## أخلاقة وصفاته
كان عبد الله المسعودي محمود الخصال، مستقيم الأخلاق لا يُعرف أصدقاؤه لكثرتهم، مرحاً محباً للفكاه،ة وذكياً محبا للخير. وهو القائل في ذم الاخلاق السيئة ويخص بها النميمة والغيبة والكذب:

## حياته العملية
انتقل الشاعر إلى مكة المكرمة، وعمل بالشركة العربية للسيارات فترة من الزمن، ثم التحق بالدفاع المدني، ثم انتقل إلى البيع والشراء في تجارة السيارات ولم يستمر طويلا بها. ثم افتتح مؤسسة للمقاولات المعمارية، واستمر في هذه العمل إلى آخر أيام حياته. بالإضافة الى ممارسته التجارة والعمل الحر.

## شعرة
شعره هو شعر البادية الذي يلائم بيئتهم ويخاطب مشاعرهم ويلتفون حوله في محافلهم، ويطرق مختلف الأغراض الشعرية. وكانت أول محاورة له مع الشاعر إبراهيم لاحق الزويهري. 
ومن أبياته الشعرية المعروفة:

## مختارات من شعرة
من أشعاره الشهيرة قوله:

## وفاته
توفي في 16 شوال 1399 هـ، في بانكوك بتايلاند، بعد سقوطه في بركه سباحة بأحد الفنادق، ونقل جثمانه إلى السعودية، وتمت الصلاة عليه في الحرم المكي، ودفن في مقبرة المعلاة، ونعته قبيلة هذيل وأعيان وشيوخ القبائل الأخرى والأصدقاء.

## دواوين
- ديوان المسعودي - للكاتب رشيد بن سعود العميري
- كتاب شاعر هذيل - للأستاذ سعود بن غازي أبو تاكي